# Gampsocera diversicolor
Gampsocera diversicolor är en tvåvingeart som beskrevs av Nartshuk 2006. Gampsocera diversicolor ingår i släktet Gampsocera och familjen fritflugor. Inga underarter finns listade i Catalogue of Life.